# György Gerendás
György Gerendás (Budapest, 23 febbraio 1954) è un ex pallanuotista ungherese, vincitore di una medaglia d'oro alle olimpiadi di Montréal 1976 e una di bronzo alle olimpiadi di Mosca 1980. Ha conquistato inoltre un argento ai mondiali di Berlino 1978, un oro agli europei di Jönköping 1977 ed un oro in Coppa del Mondo a Fiume nel 1979. Nel 1985 indossa la calottina del Vomero, mentre nel 1987 e nel 1988 con il Posillipo vinse il campionato italiano. Da allenatore ha vinto tre campionati e due Coppe d'Ungheria, allenando Vasutas ed Eger. È stato vice allenatore della nazionale maschile ungherese ed attualmente è allenatore della squadra femminile del Ferencvaros, con cui ha vinto una Supercoppa ungherese e disputato una finale di Coppa LEN.